# Oglianico
Oglianico is een gemeente in de Italiaanse provincie Turijn (regio Piëmont) en telt 1365 inwoners (31-12-2004). De oppervlakte bedraagt 6,2 km², de bevolkingsdichtheid is 220 inwoners per km².

## Demografie
Oglianico telt ongeveer 551 huishoudens. Het aantal inwoners steeg in de periode 1991-2001 met 6,8% volgens cijfers uit de tienjaarlijkse volkstellingen van ISTAT.
| Jaar | Inwoneraantal |
| ---- | ------------- |
| 1991 | 1209          |
| 2001 | 1291          |

## Geografie
Oglianico grenst aan de volgende gemeenten: Salassa, Rivarolo Canavese, San Ponso, Busano, Favria, Rivarossa, Front.
1. ↑  https://demo.istat.it/?l=it.